# راسکو سی. مک‌کلاچ
راسکو سی. مک‌کلاچ (به انگلیسی: Roscoe C. McCulloch) سناتور سابق عضو حزب جمهوری‌خواه ایالات متحده آمریکا بود. وی در سال ۱۹۲۹ تا ۱۹۳۰ میلادی سناتور ایالت اوهایو در سنای ایالات متحده آمریکا بود.